# Johan Ulrich Adolf Holm
Johan Ulrich Adolf Holm, född den 6 maj 1831, död den 7 augusti 1876, var en dansk sjöofficer.
Holm deltog i 1863–1864 års krig och befordrades 1869 till kapten. Han var under flera år redaktör av månadsskriften Fra alle Lande.